# تفجيرات بغداد 2016
تفجيرات بغداد 2016 هي مجموعة من التفجيرات الانتحارية المتفرقة التي ضربت العاصمة العراقية بغداد وإستهدفت أسواق متعددة منها في منطقة الشعب و(سوق عريبة) في مدينة الصدر وأيضا في منطقة الرشيد وسط محافظة بغداد وتعد هذه الهجمات الانتحارية هي الأكبر من نوعها منذ بداية عام 2016م، حيث إستهدفت العاصمة العراقية بغداد بشكل منظم، وراح ضحيتها أكثر من 200 قتيل وجريح أغلبهم من الشيعة كما سبقها تفجيرات انتحارية أخرى إستهدفت منطقة بلد شمال بغداد في قرية شفتة في محافظة ديالى وقد أعلن تنظيم الدولة الإسلامية (داعش) مسؤوليته عن التفجيرات الانتحارية.

## عدد ضحايا التفجيرات
- مدينة الشعب - 89 قتيل 160 جريح
- مدينة الصدر - 68 قتيل 90 جريح
- الكاظمية - 17 قتيل 20 جريح
- منطقة الرشيد - 12 قتيل

## ما بعد التفجيرات
وخرجت بعد التفجيرات تظاهرات عدة في مدينة الصدر لعوائل الضحايا الذين قتلوا في التفجيرات الانتحارية في (سوق عريبة) وطالب المتظاهرون بمحاسبة المقصرين من أجهزة الأمن العراقي وحماية المدينة المنكوبة وتغيير القيادات والخطط الأمنية الروتينية.

## ردود الفعل الدولية
- أدان رئيس الوزراء العراقي حيدر العبادي التفجيرات التي إستهدفت العاصمة العراقية بغداد وقال هي محاولة للتأثير على معنويات الجيش العراقي في تحرير المدن العراقية من سيطرة تنظيم الدولة الإسلامية (داعش).
- أدانت وزارة الخارجية الإيرانية التفجيرات الانتحارية التي تعرضت لها العاصمة العراقية بغداد.
- أدانت وزارة الخارجية الإماراتية التفجير الإرهابي الذي تعرضت له العاصمة العراقية بغداد وأعلنت تضامنها مع الشعب العراقي.[8]
- آدانت وزارة الخارجية الأمريكية تفجيرات العاصمة بغداد ووصفت تنظيم الدولة الإسلامية (داعش) بالإرهابي والجبان والغاشم.[9]
- أدانت وزارة الخارجية الفرنسية التفجير الإرهابي الذي تعرضت له العاصمة العراقية بغداد وأكدت تضامنها مع الشعب العراقي وأرسلت التعزية إلى عوائل الضحايا الذين قتلو في التفجيرات الانتحارية.[10]